# Mootools (Ajax)
Mootools é um framework de código aberto em JavaScript, utilizado para criação de aplicações Web baseadas no paradigma Ajax.
As principais características do Mootools são o fato dele ser extremamente leve (menos de 30Kb completo), modular e orientado a objetos. Outra característica marcante do Mootools é sua qualidade na produção de animações.

## Components
O Mootools é modular. Possui um grande número de componentes, mas nem todos precisam ser carregados para cada aplicação. Os seus principais componentes são:
- Core: coleção de funções utilitárias requisitadas por todos os outros componentes.
- Class: biblioteca base para a instanciação de Classes.
- Natives: coleção de novas funcionalidades, compatibilidades e métodos para os objetos nativos do JavaScript.
- Element: responsável por incrementos e compatibilidade de elementos HTML.
- Fx: API para efeitos avançados de animação de elementos.
- Request: provê interfaces XHR, Cookie, JSON, e ferramentas para recuperação de HTML.
- Window: provê uma interface cross-browser para a informações específicas do cliente, como por exemplo o tamanho da janela.

## Compatibilidade
MooTools é comprovadamente compatível com os seguintes navegadores:
- Safari 2+
- Internet Explorer 6+
- Mozilla Firefox 2+
- Opera 9+
- Camino 1.5+